# Cristián Suárez
Cristián Suárez (f. 6 februari, 1987 i San Felipe) är en chilensk fotbollsspelare i Cobreloa.